# 桑普森陨石坑
桑普森陨石坑（Sampson）是月球正面雨海中部一座微小的撞击坑，其名称取自爱尔兰裔英国天文学家拉尔夫·艾伦·桑普森（Ralph Allen Sampson，1866年-1939年），1976年被国际天文学联合会正式接受。

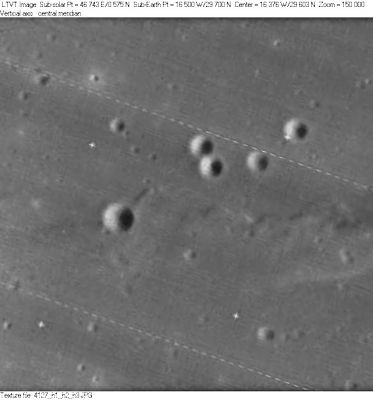
桑普森陨石坑(最左边)的周边，月球轨道器4号拍摄。

## 描述
该陨坑西北偏西靠近麦克唐纳陨石坑、东北和东南分别毗邻较大的兰德施泰纳陨石坑和梯摩恰里斯陨石坑。它的东面和西南偏南分别伸展着蜿蜒的葛利普山脊和赫加齐山脊。该陨坑中心月面坐标为29°35′N 16°32′W / 29.58°N 16.53°W，直径1.83公里，深约0.33公里。
桑普森陨石坑外观呈圆杯状，几乎未受到撞击侵蚀和磨损，壁沿峻峭清晰、平整的内壁面带有较高的反照率和一些暗黑的辐射纹。它的坑壁最大高出周边地形70米，内部容积约0.25立方千米，形态特征隶属“ALC 型”（以该类陨石坑的典型代表——卫星坑“阿尔巴塔尼环形山 C”命名）。

## 另请参阅
- Andersson, L. E.; Whitaker, E. A. . NASA RP-1097. 1982.
- Blue, Jennifer. . USGS. July 25, 2007  [2007-08-05]. （原始内容存档于2012-04-08）.
- Bussey, B.; Spudis, P. . New York: Cambridge University Press. 2004. ISBN 978-0-521-81528-4.
- Cocks, Elijah E.; Cocks, Josiah C. . Tudor Publishers. 1995. ISBN 978-0-936389-27-1.
- McDowell, Jonathan. . Jonathan's Space Report. July 15, 2007  [2007-10-24]. （原始内容存档于2012-05-26）.
- Menzel, D. H.; Minnaert, M.; Levin, B.; Dollfus, A.; Bell, B. . Space Science Reviews. 1971, 12 (2): 136–186. Bibcode:1971SSRv...12..136M. doi:10.1007/BF00171763.
- Moore, Patrick. . Sterling Publishing Co. 2001. ISBN 978-0-304-35469-6.
- Price, Fred W. . Cambridge University Press. 1988. ISBN 978-0-521-33500-3.
- Rükl, Antonín. . Kalmbach Books. 1990. ISBN 978-0-913135-17-4.
- Webb, Rev. T. W.  6th revised. Dover. 1962. ISBN 978-0-486-20917-3.
- Whitaker, Ewen A. . Cambridge University Press. 1999. ISBN 978-0-521-62248-6.
- Wlasuk, Peter T. . Springer. 2000. ISBN 978-1-85233-193-1.

## 外面链接
- 月球数码摄影图集. （页面存档备份，存于）
- LAC-40 图中的桑普森陨石坑. （页面存档备份，存于）
- 桑普森陨石坑周边月面图. （页面存档备份，存于）
- 桑普森陨石坑周边地形图. （页面存档备份，存于）
- 维基月球环形山在线解说-桑普森陨石坑. （页面存档备份，存于）
- Andersson, L.E., and E.A. Whitaker, 美国宇航局月球地名目录,美国宇航局参考出版物 1097, 1982年10月. （页面存档备份，存于）